# Biruaca
Biruaca ist eine Stadt im venezolanischen Bundesstaat Apure.
Don Pedro Veroes gründete die Stadt am Ende des 18. Jahrhunderts.
Biruaca befindet sich sieben Kilometer von San Fernando entfernt.